# Brongniartia shrevei
Brongniartia shrevei là một loài thực vật có hoa trong họ Đậu. Loài này được Wiggins miêu tả khoa học đầu tiên.